# Flamme de campagne
Une flamme de campagne (en anglais streamer) est une pièce de tissu portée sur la hampe du drapeau d'une unité militaire pour représenter une citation américaine attribuée au régiment ou la participation à une campagne correspondant à l'une des médailles de campagne approuvées par les Forces armées des États-Unis. En France, l'équivalent correspond à la cravate et aux inscriptions des drapeaux et étendards des unités.

## Histoire
L'idée de faire figurer les faits d'armes d'une unité sur son emblème naît pendant la guerre de Sécession. Le 25 août 1861, dix jours après la bataille de Wilson's Creek, le major-général John Fremont qui commande les armées de l'Union félicite les troupes qui y ont participé à la bataille et les autorise à broder l'inscription "Springfield" (nom de la ville voisine du champ de bataille) sur leurs drapeaux. Deux mois plus tard, le Département de la Guerre autorise la généralisation de la pratique des inscriptions dans leur but de galvaniser les troupes autour de leur emblème. Pour accentuer encore plus l'importance des symboles régimentaires, il n'hésite pas à décerner des Medal of Honor à des soldats ayant défendu le drapeau de leur régiment. La pratique perdure jusqu'en 1890, année où un changement de dispositif est mis en place par le département de la défense. Les régiments multiplient en effet les demandes d'inscription de bataille, ce qui provoque un manque de place sur leurs couleurs. De plus, l'inscription n'était pas jusqu'alors prise en charge par l'État et le plus souvent financée par les officiers du régiment et de mauvaise qualité. Il est donc décidé de remplacer les inscriptions par un système de bagues en argent, emboîtées sur la hampe du drapeau et gravées des noms des batailles,.

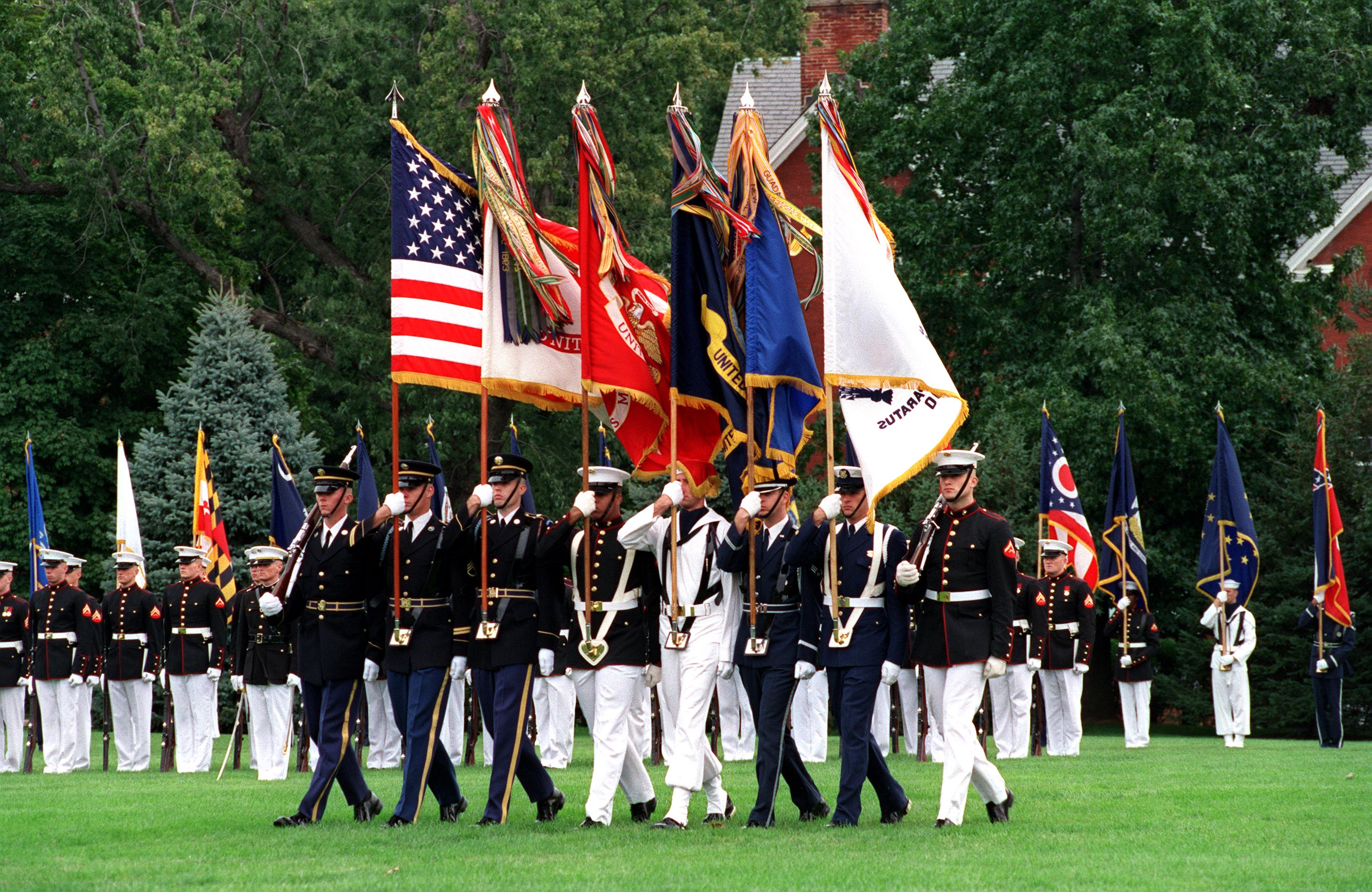
Steamers visibles sur les drapeaux de l'US Army, de l'US Marine Corps, de l'US Navy, de l'US Air Force et de l'US Coast Guard (de gauche à droite).

Lors de la Première Guerre mondiale, les autorités se retrouvent devant un problème similaire à celui de 1890, les régiments engagés dans les combats faisant d'incessantes demandes de bagues en argent dont la décision d'attribution est rendue difficile par l'absence de liste officielle et exhaustive de batailles éligibles. En janvier 1919, le général Pershing, commandant des forces américaines en Europe, obtient l'autorisation du Département de la guerre de prendre les décisions qui s'imposent pour remédier au problème. Il commence par éditer une liste précise des batailles donnant droit à l'attribution d'une récompense puis, n'ayant pas le temps d'acquérir de l'argent en France avant que ses troupes ne rejoignent les États-Unis, il fournit aux unités concernées des bandes de tissu sur lesquelles sont imprimés les noms de leurs batailles avec pour projet qu'elles puissent les échanger contre leurs bagues en argent une fois de retour au pays,. Cependant le 19 aout, le département de la guerre remet en place le système d'inscriptions sur le drapeau, ne pouvant fournir de bagues d'argent du fait d'une pénurie de ce métal,. Les régiments se retrouvent alors à nouveau confrontés aux problèmes de place sur leurs drapeaux. Le problème est définitivement réglé en juin 1920 lorsque le système de flammes en tissu imaginé par Pershing en 1919 est choisi comme représentation officielle. C'est ce même système qui est encore utilisé en 2018.
Les streamers sont par la suite adoptés par l'US Marine Corps en 1939, par l'US Air Force en 1956, par l'US Coast Guard en 1968 et par l'US Navy en 1971. Des flammes ont été créées rétroactivement pour des citations et des campagnes obtenues et réalisées avant les dates d'adoption respectives de chaque corps.
Si toutes les unités (régiments, divisions, écoles) possèdent leurs propres drapeaux décorés d'éventuelles flammes, les quatre grands corps des forces armées américaines en ont également un dont les streamers sont un résumé de leur histoire. Ainsi le drapeau de l'US Army arbore 187 flammes, celui de l'Air Force en porte 60, les Marines 40 et la Navy 36. L'écart important entre le nombre de flammes de l'armée de terre et ceux de la Navy et des Marines s'explique par les différents systèmes de compte des récompenses (voir section Description). L'US Coast Guard, qui n'utilise aucun système d'étoile ou d'inscription, porte sur son drapeau 43 flammes.

## Description
Les flammes de campagne sont des bandes de tissu de 91 centimètres de long pour 7 centimètres de large. La couleur d'un streamer est la même que celle du ruban de la médaille correspondant à la citation obtenue ou la campagne réalisée. Un ruban peut être brodé avec le nom de la campagne correspondante ou comporter divers dispositifs indiquant le nombre de récompenses attribuées. Bien que les couleurs de ruban restent les mêmes, chaque corps de l'armée américaine utilise ses propres règles concernant le port des flammes :
- L'US Army et l'US Air Force utilisent une flamme pour chaque campagne distincte réalisée, même si ces campagnes ont lieu lors d'une même guerre. Par exemple, une unité ayant été décorée trois fois pendant la Seconde Guerre mondiale de la European-African-Middle Eastern Campaign Medal pour des actions lors de l'opération Torch, du débarquement de Normandie et de la bataille des Ardennes portera sur son drapeau trois streamers aux couleurs de cette médaille, chacun brodé respectivement avec les inscriptions « Algeria-French Morocco », « Normandy » et « Ardennes-Alsace ».

- L'US Navy et l'US Marine Corps utilisent un seul ruban par guerre ou par théâtre d'opération puis brodent une étoile de bronze à chaque nouvelle récompense obtenue pour cette guerre ou ce théâtre, et une étoile d'argent toutes les cinq étoiles de bronze[3]. Ainsi, dans le cas de l'exemple utilisé pour l'US Army, une unité de la marine porterai une seule flamme aux couleurs de la European-African-Middle Eastern Campaign Medal, sans inscription, mais portant trois étoiles de bronzes. Pour les streamers correspondant à la Presidential Unit Citation, à la Navy Unit Commendation et à la Meritorious Unit Commendation, la Navy utilise, en cas d'attributions multiples, des chiffres rouges à la place des étoiles pour indiquer le nombre de décorations reçues.

Certaines unités américaines s'étant vu attribuer les décorations de pays étrangers, des flammes correspondant aux couleurs de ces récompenses ont été créées. La médaille correspondante peut être épinglée à la flamme qui peut également porter les différents dispositifs propres à la décoration (palmes, étoiles, agrafes). Les fourragères peuvent également être portées.
Dans certains pays, les unités militaires ayant reçu une citation américaine sont autorisés à porter la flamme correspondante. Ainsi en France, le 1er régiment de Spahis, le RICM et le 3e régiment étranger d'infanterie, tous trois décorés de la Presidential Unit Citation, arborent sur leurs étendards et drapeaux la flamme bleue de la citation,. Les streamers du RICM et du 3e REI sont par ailleurs brodés avec les inscriptions respectives "Rosenau" et "Rhine - Bavarian Alps",.

## Exemples de flammes
Plus d'une centaine de modèles de flammes de campagne existent. Pour une vision plus complète, voir le projet correspondant → 

### Flammes de citations
| Presidential Unit Citation (Army et Air Force)       |
| Presidential Unit Citation (Navy et Marines)         |
| Joint Meritorious Unit Award                         |
| Navy Unit Commendation avec quatre étoiles de bronze |
| Croix de guerre 1914-1918 (France)                   |
| Croix de guerre 1939-1945 (France)                   |

### Flammes de campagnes
| Guerres indiennes                                                               |
| Guerre de Sécession (Unité de l'Union)                                          |
| Guerre de Sécession (Unité de l'confédérée)                                     |
| European-African-Middle Eastern Campaign Medal avec inscription "Normandy 1944" |
| Iraq Campaign Medal avec deux étoiles de bronze                                 |
| Armed Forces Expeditionary Medal                                                |